# Championnat de Belgique féminin de football 1996-1997
 (novembre 2024).
Si vous disposez d'ouvrages ou d'articles de référence ou si vous connaissez des sites web de qualité traitant du thème abordé ici, merci de compléter l'article en donnant les références utiles à sa vérifiabilité et en les liant à la section « Notes et références ».
Navigation
Saison précédente Saison suivante
Le championnat de Belgique féminin de football 1996-1997 est la 26e édition du championnat de première division belge de football féminin. Il se dispute lors de la saison  1996-1997.
Ce championnat est disputé par quatorze équipes. Il est remporté par le RSC Anderlecht dont c'est le 3e titre.

## Classement
| Rang | Équipe                   | Pts | J  | G  | N | P  | Bp  | Bc  | Diff |
| ---- | ------------------------ | --- | -- | -- | - | -- | --- | --- | ---- |
| 1    | RSC Anderlecht           | 67  | 26 | 21 | 4 | 1  | 107 | 23  | +84  |
| 2    | KSC Eendracht Alost      | 55  | 26 | 16 | 7 | 3  | 71  | 22  | +49  |
| 3    | Eva's Kumtich            | 51  | 26 | 16 | 3 | 7  | 65  | 30  | +35  |
| 4    | Standard Fémina de Liège | 51  | 26 | 16 | 3 | 7  | 54  | 27  | +27  |
| 5    | KFC Rapide Wezemaal      | 47  | 26 | 14 | 5 | 7  | 73  | 29  | +44  |
| 6    | KSV Cercle Bruges        | 46  | 26 | 14 | 4 | 8  | 69  | 45  | +24  |
| 7    | Herk Sport               | 46  | 26 | 13 | 7 | 6  | 65  | 35  | +30  |
| 8    | Elen Standard            | 41  | 26 | 12 | 5 | 9  | 57  | 48  | +9   |
| 9    | DVC Kuurne               | 36  | 26 | 10 | 6 | 10 | 57  | 45  | +12  |
| 10   | Sinaai Girls             | 28  | 26 | 8  | 4 | 14 | 52  | 53  | -1   |
| 11   | Dames VK Egem            | 17  | 26 | 4  | 5 | 17 | 27  | 72  | -45  |
| 12   | Oud-Heverlee Louvain     | 17  | 26 | 4  | 5 | 17 | 26  | 85  | -59  |
| 13   | DVK Haacht               | 11  | 26 | 2  | 5 | 19 | 17  | 63  | -46  |
| 14   | Derby Girls Nerem        | 1   | 26 | 0  | 1 | 25 | 13  | 156 | -143 |